# Hvidvingefamilien
Hvidvingefamilien (Pieridae) er en familie af sommerfugle med omkring 1200 arter, der er udbredt over hele Jorden, men fortrinsvis i tropisk Afrika og Sydøstasien. De fleste arter har vinger i lyse hvide eller gule farver. Fra Europa kendes omkring 40 arter og 12 er fundet i Danmark. De flyver om dagen og tilhører gruppen dagsommerfugle.
Vingefanget varierer fra 25 millimeter hos den nordamerikanske Nathalis iole til 10-11 centimeter hos arter i den sydøstasiatiske slægt Hebomoia.

## Arter og slægter
De 13 arter i hvidvingefamilien, der er registreret i Danmark:

Underfamilie Dismorphiinae
- Slægt Leptidea
  - Skovhvidvinge (Leptidea sinapis)
  - Enghvidvinge (Leptidea juvernica)
- Slægt Aporia
  - Sortåret hvidvinge (Aporia crataegi)

Underfamilie: Kålsommerfugle (Pierinae):
- Slægt Pieris
  - Stor kålsommerfugl (Pieris brassicae)
  - Lille kålsommerfugl (Pieris rapae)
  - Grønåret kålsommerfugl (Pieris napi)
- Slægt Pontia
  - Grønbroget kålsommerfugl (Pontia daplidice)
- Slægt Anthocharis
  - Aurora (Anthocharis cardamines)

Underfamilie: Høsommerfugle (Coliadinae):
- Slægt Colias
  - Mosehøsommerfugl (Colias palaeno)
  - Gul høsommerfugl (Colias hyale)
  - Sydlig høsommerfugl (Colias alfacariensis)
  - Orange høsommerfugl (Colias crocea)
- Slægt Gonepteryx
  - Citronsommerfugl (Gonepteryx rhamni)